# ديفيد تي غريغز
ديفيد تي غريغز (بالإنجليزية: David Griggs)‏ هو أستاذ جامعي وعالم أمريكي، ولد في 1911 في كولومبوس في الولايات المتحدة، وتوفي في 31 ديسمبر 1974 في سنوماس في الولايات المتحدة.